# Darkest Dungeon
Darkest Dungeon je igra uloga koju je napravio i objavio indi razvojni tim Red Hook Studios. Nakon vremena provedenog u Ranom Pristupu igra je i zvanično objavljena na više platformi, 19. Januara 2016. za Windows i Mac OS, nekoliko meseci kasnije i za PlayStation 4, PlayStation Vita i Linux. Verzija za iPad izašla je Augsta 2017. godine. U Februaru 2018. godine objavljene su i verzije za Nintendo Switch i Xbox One.
Darkest dungeon daje igraču na raspolaganje grupu heroja, kojom on treba da istraži tamnice ispod gotske palate koju je nasledio. Igra se zasniva na mešavini pokreta u realnom vremenu i borbe po potezima. Glavna odlika igre jeste nivo stresa svakog heroja, koji se povećava sa vremenom koje heroj provede u bitci ili istraživanju tamnica. Visok nivo stresa može ostaviti trag na heroju i uticati na njegove sposobnosti u daljem toku igre.
Igra je dobila pozitivne recenzije kritika i nominacije za nekoliko nagrada. Prema podacima iz Decembra 2017. godine igra je prodata u preko 2 milion primeraka.

## Radnja
Na početku Darkest Dungeon igrač saznaje da je nasledio imanje od rođaka koji je, u potrazi za slavom i bogadstvom iskopavajući tamnice i katakombe koje su se nalazile ispod palate, otkrio portal ka mračnioj dimenziji i na svet oslobodio veliki broj užasavajućih i zlih čudovišta. Kao sadašnji vlasnik imanja i okolne zemlje, igračeva dužnost je da oformi tim heroja i organizuje ekspedicije kako bi očistio imanje od njegovih podlih stanovnika.
Kako igrač zalazi sve dublje u palatu, tamnice ispod i okolna polja, on pronalazi rođakov dnevnik koji govori o užasnim delima počinjenim u poteri za znanjem i moći. Nakon nekog vremena igrač je u stanju da pošalje tim heroja u takozvanu "najmračniju tamnicu" (eng. Darkest Dungeon), koja je izvor svih zla koja su zadesila okolinu. U najdubljem delu pronalazi duh svog rođaka, koji je sada "uobličenje puzećeg haosa". Nakon što porazi rođakovu utvaru tim započinje borbu sa "Srcem Tame" - za koje se ispotavi da je predak svog života na Zemlji. Tim heroja uz velike gubitke uspevaju da pobede njegovu fizičku formu ali rođakov duh otkriva igraču da ova pobeda samo odlaže neizbežno, buđenje tame i samim tim kraj sveta. Nastavlja sa objašnjenjem da je ovo samo beskrajni krug koje je sastavni deo njegove loze i da će s vremenom i igrača susteći ista sudbina, kao i sve njegove potomke. Predak zatim ponavlja svoje reči sa početka igre, kako bi istakao beskrajni krug, "Propast je došla po našu porodicu".

## Gameplay
Darkest Dungeon je igra uloga u kojoj igrač dobija na raspolaganje grupu heroja, kojom istražuje tamnice i bori se sa čudovištime koji ih nastanjuju. Pre ulaska u tamnicu, igrač može koristiti različite ustanove koji se nalaze u gradu blizu palate da regrutuje nove heroje ili otpusti stare, pošalje ih na lečenje, trening kako bi naučili nove veštine, ukljanjanje napetosti, ukloni njihove loše navike zadobijene velikim stresom, unapredi njihovu opremu, korišćenjem novca pronađenog u tamnicama. Ovi ustanove se takođe mogu unaprediti u cilju poboljšavanja njihovih usluga. Igrač može da regrutuje do 25 heroja; svaki heroj pripada jednoj od petnaest klasa karaktera i njegove sposobnosti vremenom mogu biti poboljšane. Ukoliko heroj pogine istraživajući tamnicu, on je zauvek izgubljen.
Hamlet, grad koji pripada imanju koje je igrač nasledio, i njegove institucije okružuju četiri različite oblasti, koje moraju biti očišćene pre nego što se igrač može zaputiti u Darkest Dungeon. To su:
- Ruševine: Drevne grobnice i hodnici igračevih predaka, sada ispunjene kosturima i ludim sveštenicima, sada dom Nekromanseru i ludom Proroku koji su se to našli zahvaljujuci Predakovim spletkama.
- Šuma: Zarasla šuma, koja okružuje Hamlet, dom ljigavcima, razbojnicima, pobesnelim psima i vešticama koje jedu ljudsko meso.
- Pećina: Mračne pećine smeštene ispod litice na kojioj se nalazi palata, naseljena čovekolikim ribama i razbojnicima, dom Sirene i utvare preminule Piratske posade
- Jazbine: Kanalizacija ispod palate, puna otpadaka i čovekolikih svinja, bezličnih stvorenja, nastalih kao proizvod Predakovih neuspelih pokušaja da prizove demone.

Kada su heroji dostigli odgovarajući nivo, konačno mogu biti poslati u Darkest Dungeon, gde se nalazi glavni bos.
Nakon što igrač završi pripreme, on bira četiri heroja koja šalje da istraže tamnicu. Da bi stigao da određenje tamnice prvo mora da istraži tamnice koje joj predhode i sakupi plen koji će mu pomoci u daljem istraživanu. Što dublje zalazi to se težina povećava. Tamnice su proceduralno generisane u roguelike stilu, sastoje se od soba koje su međusobno povezane hodnicima. Grupa heroja se između soba kreće u realnom vremenu, iz 2D perspektive, postoji šansa da pronađu neki predmet (npr. staru policu sa knjigama, sarkofag, napusteni kamp) koji mogu pretražiti u potrazi za skrivenim plenom ili mogu biti iznenada napadnuti od strane čudovišta koja žive u tamnici. Kada heroji stignu do sobe, u njoj se mogu nalaziti čudovišta i započinje bitka, nije moguće nastaviti dalje tim putem sve dok soba ne bude očišćena. Kada se u sobi više ne nalazi ni jedno čudovište ona posta je sigurna zona u kojoj igrač može da odahne i pobrine se za povrede svojih heroja. Bitka se odbija po potezima, gde svaki heroj čeka svoj red kako bi odigrao potez. Heroj u toku svog poteza može iskoristiti različite napade, magiju, specijalne skilove ili upotrebiti neki premet kako bi dobio bitku. Redosled kojim su heroji poređani u grupi je jako bitan, od njega zavisi ko može koristiti koje poteze u toku bitke; Na primer, heroj koji koristi mač i postavljen je u pozadini, na poslednjem mestu u grupi, svojim napadom neće moći da dohvati neprijatelja. Dok herojima koji koriste samostrel, pištolj ili magiju odgovara da budu u pozadini sobzirom da korsite napade na daljinu. Heroj može promeniti svoju poziciju u toku bitke ali to potroši njegov potez. Često kada igač naiđe na zasedu, heroji u zabuni izmešaju svoje pozicije što znatno otežava bitku iz gore navedenog razloga. Svako upuštanje u istraživanje tamnice ima svoj cilj, igrač može napustiti tamnicu bilo kada, povući svoje heroje i sav plen koju su do tada prikupili ali se na ovaj način odriče dodatne nagrade koju bi dobio da je cilj postignut.
Glavni element igre je njen "sistem patnje", pojam nivao stresa i odlučnosti heroja. Na nivo stresa heroja utiču događaki koje on doživi istražujući tamnicu. Pa tako istraživanje tamnice u mraku ili bez hrane, smrt ili povreda saborca u toku bitke, određene čini ostavljaju posledice i povećavaju nivo stresa. Ukoliko igrač ne učini ništa i dopusti da nivo stresa raste i raste doći će do tačke kada heroj to više neće moći da izdrži i njegova odlučnost će biti testirana. Pa tako heroj može postati paranoičan, sebičan, iracionalan, plašljiv, beznadežan, nasilan ili mazohističan. Sve ove osobine su nepoželjne i negativno utiču na sposobnosti heroja. U najgorem slučaju dovode do toga da heroj prestane da sluša igrača, sam bira svoje poteze ili u potpunosti odbija da se bori. Ipak ukoliko heroj prođe test odlučnosti on može postati moćan, hrabar, odlučan, snažan, fokusiran, što pozitivno utiče na njegove sposobnosti, pa tako može pojačati njegove napade, smanjiti nivo stresa saboraca, zaceliti rane. Nakon dugog perioda provedenog pod velikim stresom hreoj može zadobiti određene atribute kojin su stalni. Ukoliko i nakon ovoga igač ne uradi ništa da smanji nivo stresa heroja, daljim rastom stresa dolazi do srčanog udara koji dovodi heroja u najranjivije moguće stanje gde ga i najslabiji udarac može usmrtiti. Dok u tamnici nivo stresa se može smaniti pomoć skilova koje neke klase poseduju, nalaženjem određenih objekata ili kampovanjem. Po povratku u Hamlet igač može poslati heroje u krčmu ili crkvu, gde oni mogu obaljati različite aktivnosti za smanjenje stresa, ovo prouzrokuje da heroj bude nedostupan nedelju dana tj. nije dostpupan za sledeću ekspediciju.

## Razvoj
Kris Burasa i Tejlet Sigmen su postali prijatelji dok su radili u Backbone Entertaiment, imali su želju da zajedno razviju igru ali to nisu mogli postići zbog obaveza. Tokom 2012 i početkom 2013, prošli su kroz gomiliu ideja o tome kakvu bi igru mogli napraviti. U Aprilu 2013, našli su vremena da se posvete ovom projektu, odlučilu su "sada ili nikada" i oformili Red Hook Studios u Britaskoj Kolumbiji kako bi počeli da rade na igri. Do 2015, oformljen je tim od šest ljudi pored još tri koji su bili zaduženi za zvuk, muziku i naraciju u igri.
U početku Darkest Dungeon je bio zasnovan na sistemu polja gde je igrač kontroliše grupu heroja koja se kreće kroz tamnicu, a zatim kada nađu na čudovišta igra bi prešla u borbeni mod. Shvatili su da bi ovo igraču brzo dosadilo, posmatranje ikonica koje predstavljaju heroje iz odozgo na dole pogleda, i ne bi došlo do vezivanja igrača sa herojima. Ovo je dovelo do ideje predstavaljanja heroja iz bočnog pogleda u toku bitke, kako bi igrač imao osećaj da se nalazi u istoj ravni sa herojima. Međutim, to bi dovelo da potrebe da se prebace iz odozgo na dole pogleda na bočni pogled i kreiranja novih aseta (eng. Game Assets). To su rešili tako što su odlučili da koriste isti bočni pogled ne samo za bitke već i za istraživanje tamnice, kreirajući sistem na kome se i danas zasniva Darkest Dungeon.
Bočni pogled je doveo da toga da heroji budu poređani po redvoima, što utiče na vrste napada koje mogu da koriste, prednji redovi borba u prsa dok zadnji redovi koriste napade na daljinu. Kao inspiracija za ovaj sistem poslužila im je igra The Bard's Tale. Različite klase heroja imaju različite prednosti i slabosti u zavisnosti od pozicije na kojoj se nalaze, što dodaje strateški element.
Jedan od principa na kojem se zasniva igra jeste "sistem patnji", gde istrazivanje tamnice utiče na heroje i ostavlja posledice. Prema Burasu i Seogmenu koji su ljubitelji klasičnih igara uloga kao što su The Bard's Tale, Eye of the Beholder, i Ultima Underworld, heroji u većini ovih igra ne poseduju element ljudskosti. Kao primer navode da heroj koji je na samrti u bici, neće na to reagovati, već će bezuslovno slušati igrača kome je cilj da pobedi . Nasuprot tome njih dvojica su želeli da "se igraju sa igračevim odlukama", pa tako stvore momente kada podsećaju igrača da on ustvari nema apolutnu kontrolu nad postupcima svojih heroja. Takođe su nastojali da izmene kako sistem plena radi u igrama uloga, tako da igač nije usresređen na nalaženje najboljeg i najsjajnijeg plena već onog plena koji odgovara njegovim herojima. Burasa i Sigmen iako svesni toga da ovi aspekti možda odvrate igrače od igranja ove igre, time što je čine težom i što igrač nema apsolutnu kontrolu, su ipak ostali verni svom viđenju igre.
"Sistem patnji" je inspirisan od psihološki traumatizovanih heroja, kako onih iz stvarnih istorijskoh događaja tako i onih iz dela fikcije kao što su Hadson iz Aliens i vojnici iz Band of Brothers na koje su strahote bitke ostavli posledice. Sigmen je ukazao na sedmu epizodu Band of Brothers gde vojnik gleda svoje prijatelje kako umiru od eksplozije, stoji nepomičan gledajući i nije više u stanju da se bori, takav osećaj su želeli da postignu. Iako su takođe bili inspirisani lovecraftian hororom, nisu želeli da koriste koncpet "ludila" koji je čest u tom žanru, i umesto toga usresredili su se na samu prirodu stresa i njegov uticaj na ljudsku psihu. Zbog velikog značaja "sistema patnji" za samu igru, dobar deo vremena je proveden na razvijanju prezenovanja stresa igraču, koristeći grafiku i zvučne signale. Kreiran je "sistem uzvika", dijalog koji heroj izgovara kako bi odrazio svoje stanje, svoj nivo stresa, svoje patnje i druge statuse, ovim se igraču daje do znanja da je i heroj ustvari samo čovek i samim tim nije moguće u potpusnoti imati kontrolu nad njim. Pored ovoga stvorili su i razne ustanove koje služe za smanjenje stresa i razne druge aktivnosti po ugledu na tabletop igre. U igri postoje vrline, koje se mogu ispoljiti kada je heroj pod visokim stresom, ponašanje heroja se beleži i često je da heroj ponovo ispolji isto ponašanje u stresnim situacijama, postoji obrazac ponašanja koji igrač može iskoristiti u svoju korist.

## Release
Burasa i Sigmen su iskoristili svoju ušteđevinu kako bi osnovali Red Hook Studios, zatim su pokusali da dobiju subvenciju od Kanadskog Medijskog Fonda. ali je njihov zahtev bio odbijen. Iako je plan bio da razvoj igre traje osamnaest meseci, trazili su način da pronađu novac i da taj period produže. U Aprilu 2014 pokrenuli su Kickstarter kampanju kako bi došli do potrebnog novca; da bi privukli što više medijske pažnje, prethodeći ovoj kampanji, u Oktobru 2013 su pustili zvanični trailer za igru. Zahvaljujući ovome, njihov cilj od 75.000 dolara je dostignuta nakon samo dva dana i do kraja kampanje su prikupili preko 313.000 dolara zahvaljujući 10.000 ljudi koji su ih podržali.
Darkest Dungeon je pušten na Steam Rani Pristup 30 Januara 2015 za ljude koji su učestvovali u kampanji a zatim i za sve ostale 3 Februara iste godine . Na ovaj način prikupili su povratne informacije, posebno zahvaljujući ljudima koji su "streamovali" igru, kako bi napravili izmene i poboljšali balans igre, takođe pozitivnim prijemom igrača su potvrdili da su na pravom putu. Sigmen je izjavio da se razvijanje igre u Ranom Pristupu može uporediti sa "raditi nag u providnoj kocki koja visi obešena iznad Tajms Skvera", ali su ipak stekli utisak da je ova otvorenost prema igračima igru samo učinila boljom. Burasa i Sigmen su priznali da je bilo nekih nesuglasica sa odzivom igrača tokom Ranog Pristupa, konkretno u Julu 2015 godine nakon dodavanja dve promene koje su uticale na gameplay; čudovišta u igru su sada ostavljala leševe nakon smrti, što je uticalo na sistem pozicije i mogućnost heroja da zadobiju srčani udari i odmah umru kada su pod velikim stesom. Stav igrača je bio da ove izmene samo otežavaju ionako već tešku igru i žalili su se. Nakon debate u razvojom timu donesena je odluka da ovi elemnti budu opcionalni. Većina igrača se složila sa ovim ali deo njih je idalje ostao ogorčen ovim promenama. Tu nije bio kraj, ogorčeni igači su se obratili Džim Strlingu, za kojeg se zna da ima kritičan stav prema igrama u Ranom Pristupu, kako bi uticali na repunataciju razvojnog tima. Desilo se upravo suprotno od onoga što su očekivali, Strlingu se igra jako dopala čak i sa ovim promenama koje su razljutile deo igrača. Burasa i Sigmen su rekli da su mogli bolje da izvedu deo po pitanju žalbi i na kraju ipak misle da su učini ispravan izbor time što su se držali svog viđenja igre umesto da su pokušali da udovolje masi.
Iako je inicialno izlazak igre bio zakazan za Oktobar 2015, zbog smrti člana porodice jednog člana rzvojong time, igra je izašla sa zakašnjenjem u Januaru 2016 godine za PC a kasnije i za ostale platforme.

## Prijem
Igra je dobila većinu pozitivnih kritika nakon izlaska pune verzije u 2016 godini, sa skorom od 84% na Metacritic. The Escapist je dao ocenu 4 od 5, sa komentarom "Darkest Dungeon će pobiti sve vaše heroje, dovesti vas do ludila, i ostaviti vam nered u Sanitarijumu. Ipak, igra je neodoljiva i nagrađuje u isto vreme, nećete moći da odolite želji da se usustite u samo još jednu pustolovinu". IGN je igru nagradio sa 9.1 od 10, sa rečima "Darkest Dungeon je odlična igra taktike, upravljanja i izazivanja sreće do kranje granice koja kažnjava". PC Gamer je nagradio igru sa 88% i rečima "Predivno izvršena, brilijantno stresna rekreacija grupno baziranog dungeon crawlera, Darkest Dungeon je zabavna igra čak i kada je okrutna". GameSpot je dao ocenu 9 od 10, sa komentarom "Darkest Dungeon je igra na duge staze. Nakuplja tenziju za glavni nastup kada će testirati sve što ste naučili, kao i vašu sposobnost da planirate nekoliko poteza unapred."

## Spoljašnje veze
- Zvanični veb-sajt
- Kickstarter web-stranica